# Гроньярдо
Гроньярдо, Ґроньярдо (італ. Grognardo, п'єм. Gognèd) — муніципалітет в Італії, у регіоні П'ємонт,  провінція Алессандрія.
Гроньярдо розташоване на відстані близько 450 км на північний захід від Рима, 80 км на південний схід від Турина, 33 км на південь від Алессандрії.
Населення — 269 осіб (2014).
Щорічний фестиваль відбувається 30 листопада. Покровитель — Андрій Первозваний.

## Демографія
Населення за роками:

Станом на 1 січня 2023 року в муніципалітеті офіційно проживало 25 іноземців з 8 країн, серед них 13 громадян країн Євросоюзу.

## Сусідні муніципалітети
- Аккуї-Терме
- Каваторе
- Морбелло
- Понцоне
- Візоне